# Kozînți, Trosteaneț
Kozînți (în ucraineană Козинці) este un sat în comuna Verhivka din raionul Trosteaneț, regiunea Vinnița, Ucraina.

## Demografie
Componența lingvistică a localității Kozînți
     Ucraineană (99,73%)
     Alte limbi (0,27%)
Conform recensământului din 2001, majoritatea populației localității Kozînți era vorbitoare de ucraineană (99,73%), existând în minoritate și vorbitori de alte limbi.